# Bujinkan
Le Bujinkan (武神館, « La maison du guerrier divin » en japonais), ou plus précisément le Bujinkan dojo (武神館道場) est une organisation d'arts martiaux fondée en 1972 et dirigée par soke Masaaki Hatsumi (初見良昭, Hatsumi Masaaki).

## Histoire
Le Bujinkan est une organisation d’arts martiaux fondée en 1972 et dirigée par Masaaki Hatsumi, élève direct de Takamatsu Toshitsugu.

## Les 9 écoles duBujinkan
- Gi Kan Ryū Koppō Jutsu (義鑑流骨法術) : L'école du miroir de la justice - L'art des méthodes pour briser les os
- Gyokko Ryū Kosshi Jutsu (玉虎流骨指術) : L'école du tigre de jade - L'art de briser les os des doigts
- Gyoku Shin Ryū Ninpō (玉心流忍法) : L'école du cœur de jade - Méthodes d'infiltration
- Ko To Ryū Koppō Jutsu (虎倒流骨法術) : L'école pour abattre le tigre - L'art des méthodes pour briser les os
- Ku Ki Shin Den Ryū Happō Bi Ken Jutsu (九鬼神伝流八法秘剣術) : L'école de la transmission des 9 esprits divins - L'art des 8 méthodes secrètes du sabre
- Kumo Gakure Ryū Ninpō (雲隠流忍法) : L'école cachée dans les nuages - Méthodes d'infiltration
- Shin Den Fudo Ryū Da Ken Tai Jutsu (神伝不動流打拳体術) : L'école de l'immuable transmission divine - L'art de frapper le corps avec les poings
- Taka Gi Yō Shin Ryū Jū Tai Jutsu (高木揚心流柔体術) : L'école du cœur qui s'élève à la cime des arbres - L'art de la souplesse du corps
- To Gakure Ryū Ninpō Tai Jutsu (戸隠流忍法体術) : L'école de la porte cachée - Méthodes d'infiltration - L'art du corps

Source : Le Bujinkan.